# Servantes du Sacré-Cœur de Jésus sous la protection de saint Joseph
Les Servantes du Sacré-Cœur de Jésus sous la protection de saint Joseph sont une congrégation religieuse féminine enseignante et sociale de droit pontifical.

## Histoire
En 1856, Lucie Noiret (1832-1899) sœur de la charité de Sainte-Jeanne-Antide-Thouret, est envoyée à Imola pour éduquer les filles et prendre soin des orphelines. Lorsque Imola intègre le royaume d'Italie, les sœurs de la charité sont expulsées par la nouvelle administration laïque et anticléricale. L'évêque d'Imola demande à certaines religieuses de rester à Imola pour continuer l'éducation des jeunes. Lucie Noiret décide de rester et fonde une nouvelle congrégation en 1876.
Les trois premières sœurs font leur profession religieuse le 19 juin 1879. La congrégation prend son nom actuel le 19 mars 1886. L'institut est reconnu comme congrégation de droit diocésain en 1886 et de droit pontifical le 17 mars 1937.

## Activités et diffusion
Les Sœurs se consacrent à l'enseignement et aux œuvres sociales.
Elles sont présentes en Italie, Guatemala, Mexique, Salvador.
La maison généralice est basée à Bologne.
En 2017, la congrégation comptait 61 sœurs dans 10 maisons.